# Formosa do Rio Preto
Formosa do Rio Preto é um município brasileiro do estado da Bahia.
Com 15 634,328 km², segundo o Instituto Brasileiro de Geografia e Estatística (IBGE), é o maior município da Bahia em área territorial.

## Geografia
É o município baiano mais distante da capital. Entre Salvador e Formosa são 1026 km. Também é o mais extenso com área de mais de 15 634 km² (2,77% do território baiano) e estando na 75ª colocação dentre todos os municípios brasileiros. A cidade fica à distância de 154 km de Barreiras, a principal cidade do oeste baiano.

### Clima
O município apresenta clima tropical de savana Aw, típico do Cerrado, com um período de chuvas de outubro até abril. De maio a setembro ocorre a estação seca, quando eventos de chuva são muito raros e a umidade relativa do ar despenca a níveis críticos, por vezes semelhantes ao do clima desértico.

Desde junho de 2016, quando entrou em operação uma estação meteorológica automática do Instituto Nacional de Meteorologia (INMET) na cidade, a menor temperatura ocorreu ao amanhecer de 11 de julho de 2018, com mínima de 9,1 °C, e a maior nas tardes dos dias 16 de outubro de 2020 e 15 de setembro de 2023, ambos com máxima de 41,4 °C.

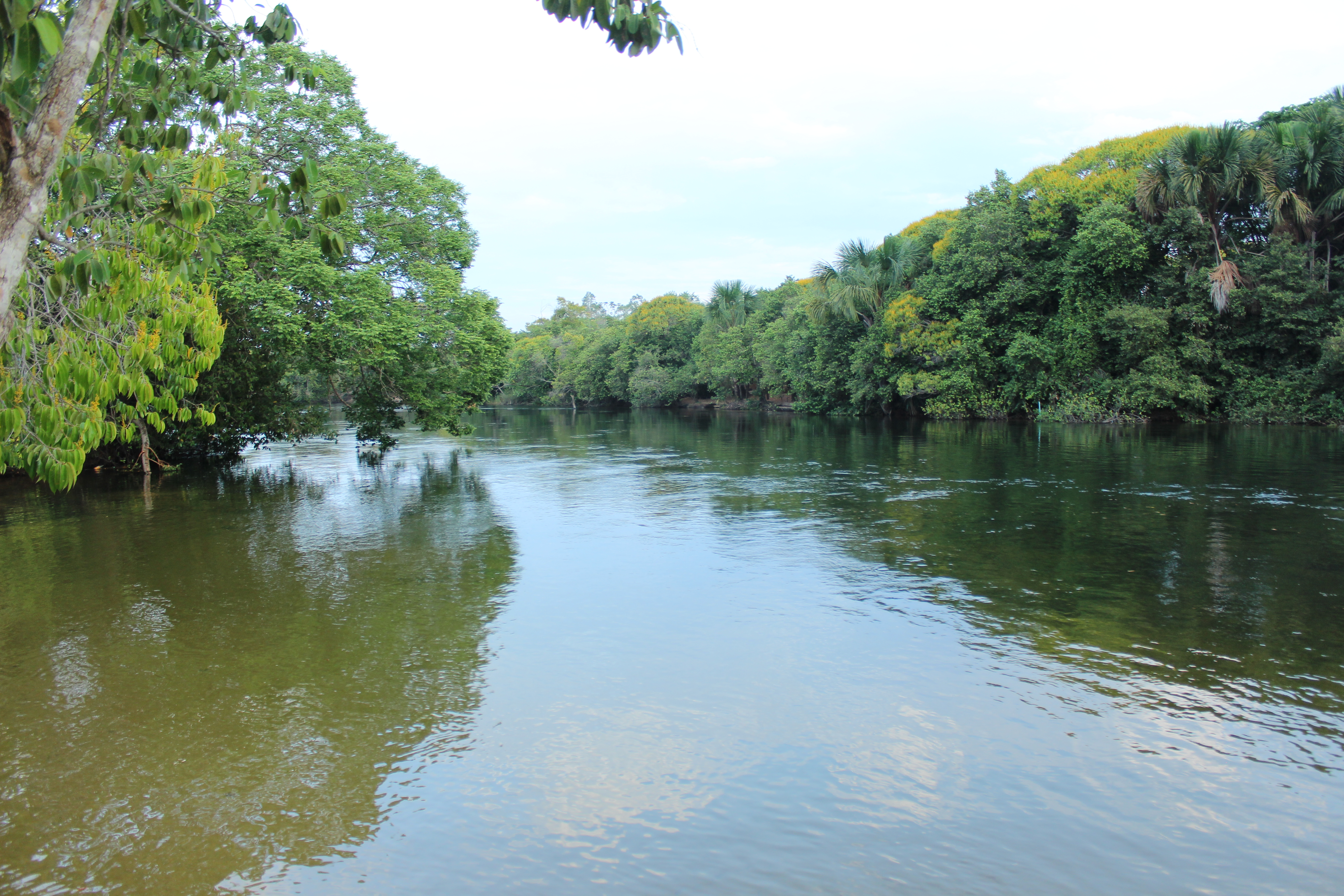
Curso do Rio Preto na zona rural do município

O maior acumulado de precipitação em 24 horas atingiu 108 mm em 7 de novembro de 2021, seguido por 102,4 mm em 26 de novembro de 2018. O dia mais seco foi 21 de outubro de 2021, com umidade relativa do ar de apenas 9% no final da tarde. A maior rajada de vento, por sua vez, atingiu 20,2 m/s (72,7 km/h) na tarde de 5 de dezembro de 2017.
| Dados climatológicos para Formosa do Rio Preto | Dados climatológicos para Formosa do Rio Preto | Dados climatológicos para Formosa do Rio Preto | Dados climatológicos para Formosa do Rio Preto | Dados climatológicos para Formosa do Rio Preto | Dados climatológicos para Formosa do Rio Preto | Dados climatológicos para Formosa do Rio Preto | Dados climatológicos para Formosa do Rio Preto | Dados climatológicos para Formosa do Rio Preto | Dados climatológicos para Formosa do Rio Preto | Dados climatológicos para Formosa do Rio Preto | Dados climatológicos para Formosa do Rio Preto | Dados climatológicos para Formosa do Rio Preto | Dados climatológicos para Formosa do Rio Preto |
| Mês                                            | Jan                                            | Fev                                            | Mar                                            | Abr                                            | Mai                                            | Jun                                            | Jul                                            | Ago                                            | Set                                            | Out                                            | Nov                                            | Dez                                            | Ano                                            |
| ---------------------------------------------- | ---------------------------------------------- | ---------------------------------------------- | ---------------------------------------------- | ---------------------------------------------- | ---------------------------------------------- | ---------------------------------------------- | ---------------------------------------------- | ---------------------------------------------- | ---------------------------------------------- | ---------------------------------------------- | ---------------------------------------------- | ---------------------------------------------- | ---------------------------------------------- |
| Temperatura máxima recorde (°C)                | 37,1                                           | 36,3                                           | 35,6                                           | 36,1                                           | 36,4                                           | 36,9                                           | 37                                             | 39,7                                           | 41,4                                           | 41,4                                           | 41,3                                           | 40,6                                           | 41,4                                           |
| Temperatura mínima recorde (°C)                | 14,3                                           | 18,2                                           | 17,6                                           | 15,7                                           | 12,1                                           | 9,6                                            | 9,1                                            | 9,6                                            | 11,3                                           | 14,9                                           | 15,4                                           | 15,7                                           | 9,1                                            |
| Fonte: INMET (02/06/2016-presente)             |                                                |                                                |                                                |                                                |                                                |                                                |                                                |                                                |                                                |                                                |                                                |                                                |                                                |